# Gnaphosa kurchak
Espèce
Gnaphosa kurchak est une espèce d'araignées aranéomorphes de la famille des Gnaphosidae.

## Distribution
Cette espèce est endémique du Kirghizistan. Elle se rencontre vers Chon-Kurchak dans la province d'Yssykköl.

## Description
La femelle holotype mesure 9,20 mm.

## Étymologie
Son nom d'espèce lui a été donné en référence au lieu de sa découverte, Chon-Kurchak.

## Publication originale
- Ovtsharenko, Platnick & Song, 1992 : A review of the North Asian ground spiders of the genus Gnaphosa (Araneae, Gnaphosidae). Bulletin of the American Museum of Natural History, no 212, p. 1-88 (texte intégral).